# Algernon Mayow Talmage

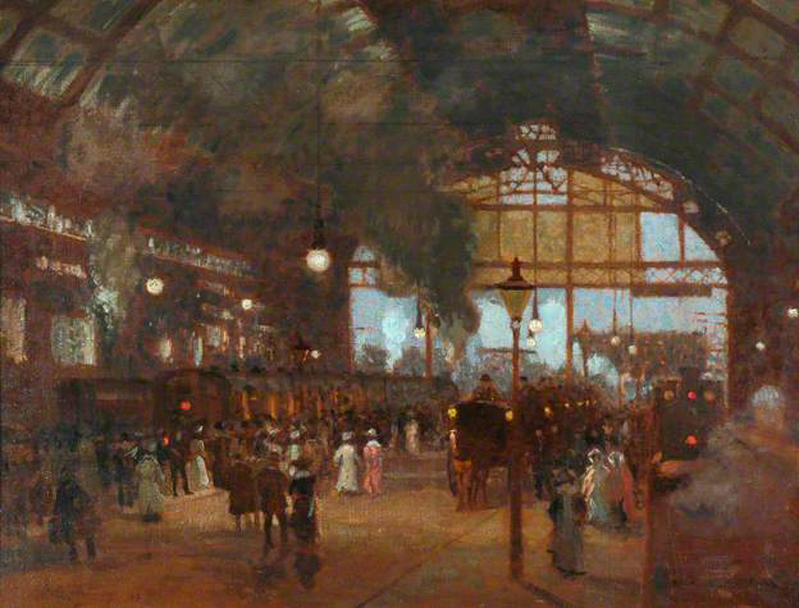
Estación de la calle Cannon

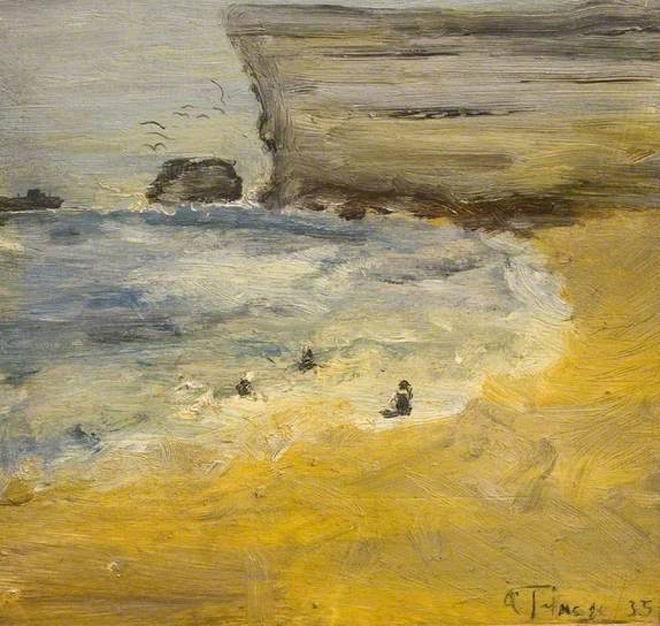
Marina

Algernon Mayow Talmage (Fifield, Oxfordshire, 1871, Londres, 1939), fue un pintor paisajista inglés.

## Biografía
Algernon Mayow Talmage era hijo de un clérigo. Estudió en la Escuela Herkomer, Bushey. Se trasladó a Cornualles para vivir en St Ives. En 1895, expuso Salida de la luna, que fue considerado el mejor paisaje de la muestra. Junto a Julius Olsson, dirigió la escuela de pintura de St Ives. Muy pronto, fundó su propia escuela, la que dirigió con su esposa Gertrude, también artista.
Mantuvo una relación sentimental con una de sus alumnas, Hilda Fearon y, después de romper con su matrimonio, se trasladó con ella a Londres, en 1908. Permaneció junto a ella hasta la muerte temprana de Hilda, en 1917.
Algernon se lesionó gravemente una mano por un disparo accidental de pistola. Imposibilitado de pintar con su mano derecha, continúo haciéndolo con la izquierda sin que disminuyera la calidad de sus pinturas. En 1918, fue nombrado artista oficial de guerra en Francia por el gobierno canadiense. Desde 1920 realizó varios viajes a Cornualles, pintando y exponiendo en St Ives.

## Obras
Fue un artista prestigioso e influyente en su época, con obras de características impresionistas y del plenairismo. La Estación de Cannon Street y Ganado a la luz de la luna, son dos obras típicas de su estilo.